# Palais épiscopal d'Astorga
Le palais épiscopal d'Astorga est un édifice de style moderniste conçu entre 1889 et 1893 par l'architecte espagnol Antoni Gaudí à Astorga en Espagne. Il s'agit d'une des rares œuvres importantes de Gaudí hors de Catalogne.

## Historique
Après la destruction de l'ancien palais épiscopal par un incendie en 1886, l'évêque d'Astorga, Joan Baptista Grau i Vallespinós, confia la construction d'un nouveau palais à Gaudí, avec qui il s'était lié d'amitié à l'époque où il était vicaire général de l'archevêché de Tarragone. De 1882 à 1883, Gaudí avait réalisé dans cette ville un autel pour l'école des religieuses de Jesus-Maria. Gaudí dut mener de front ce nouveau projet et le Palais Güell. Ne pouvant se rendre sur place, il se documenta sur l'emplacement du nouvel édifice, se faisant envoyer des photos et s'informant sur l'architecture, le paysage et même le climat locaux. Le projet connut quelques retards, car Gaudí devait obtenir l'aval d'un organisme officiel, l'Académie Royale des Beaux-arts de San Fernando, de sorte qu'il modifia son projet deux fois. Gaudí, qui aimait travailler librement, dut soumettre un projet final et révisé par les autorités.

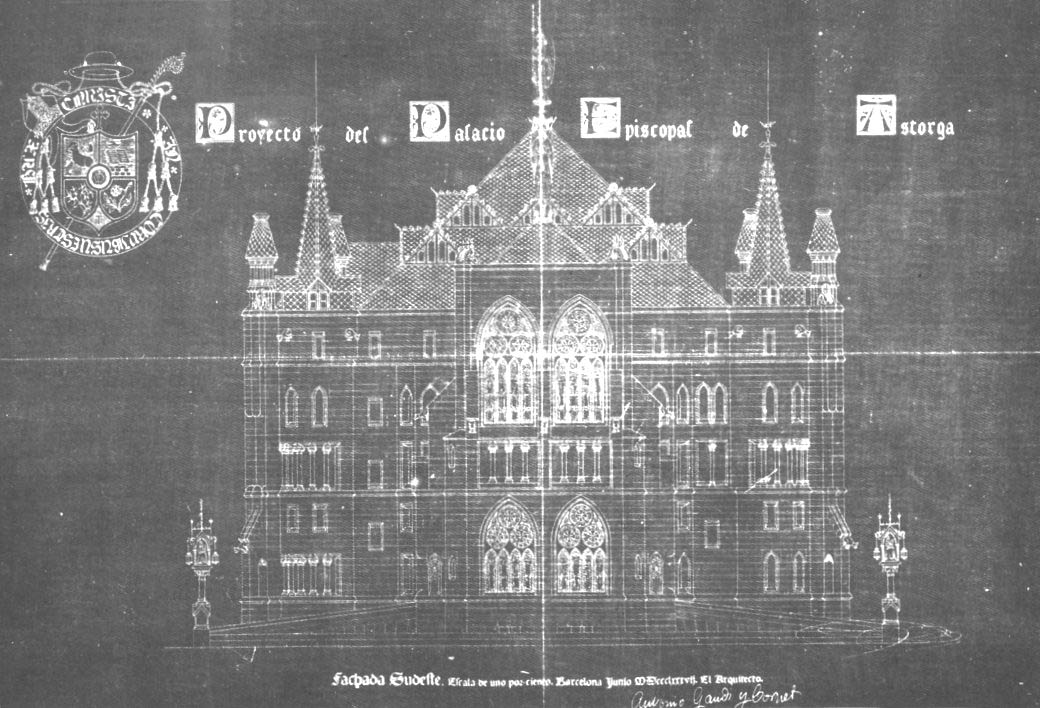
Façade conçue par Gaudi en 1887.

La première pierre n'est posée qu'en 1889. En 1893, à la mort de l'évêque d'Astorga, Gaudí entre en conflit avec les autorités épiscopales et abandonne la direction du projet, tellement ulcéré par les contraintes et le retard du paiement de ses honoraires qu'il jure de ne plus jamais revenir à Astorga. Il laisse le palais inachevé, sans le dernier étage et la toiture. L'ouvrage est terminé de 1907 à 1915 par Ricardo Garcia Guereta. Pendant la Guerre d'Espagne, il sert de dépôt d'artillerie et de quartier-général au parti de la Phalange. Le bâtiment fit l'objet de restaurations entre 1943 et 1955. En 1956, l'évêque de l'époque voulait lui rendre sa destination originelle, mais il fut finalement transformé en «Museo de los Caminos», consacré aux chemins de pèlerinage de Saint-Jacques-de-Compostelle.

## Description
La conception de Gaudí repose sur un contraste entre l'extérieur à l'allure de château, et l'intérieur rappelant les églises gothiques. Il cherche ainsi à rendre hommage au passé médiéval d'Astorga. Le château recourt à des éléments caractéristiques, comme les douves, les créneaux, les tours, les terrasses et les miradors. L'intérieur reprend un plan en croix avec des voûtes en arc et des croisées d'ogives.
Les murs extérieurs sont fabriqués avec des blocs de granit blanc. La toiture est recouverte d'ardoise. Quatre tours circulaires entourent le bâtiment, surmontées de chaperons élancés. Le palais comprend quatre étages : un demi sous-sol, un rez-de-chaussée, l'étage principal avec les dépendances de l'évêque (le bureau, la chapelle, le salon et la chambre) et le grenier. La toiture est percée de hautes lucarnes pour éclairer le tronc de l'édifice.
La chapelle est la pièce la plus décorée avec des fresques sur les surfaces planes, des mosaïques sur la nef, des chapiteaux, des sculptures et des vitraux. Les chapiteaux sont de styles variés : naturaliste, traditionnel et mudéjar. Le style naturaliste se retrouve également dans les faîtages et les cheminées qui évoquent des formes végétales.
Prévus au départ par Gaudí pour être installés sur la toiture, les trois anges en zinc sont en fait disposés dans le jardin. Chacun porte un attribut épiscopal, la croix, la crosse et la mitre.
Plusieurs matériaux ont été agencés par Gaudí pour donner une harmonie aux pièces : granit, brique, stuc, mosaïque, céramique et sgraffite.

## Protection
Le palais fait l’objet d’un classement en Espagne au titre de bien d'intérêt culturel depuis le 24 juillet 1969.

## Galerie

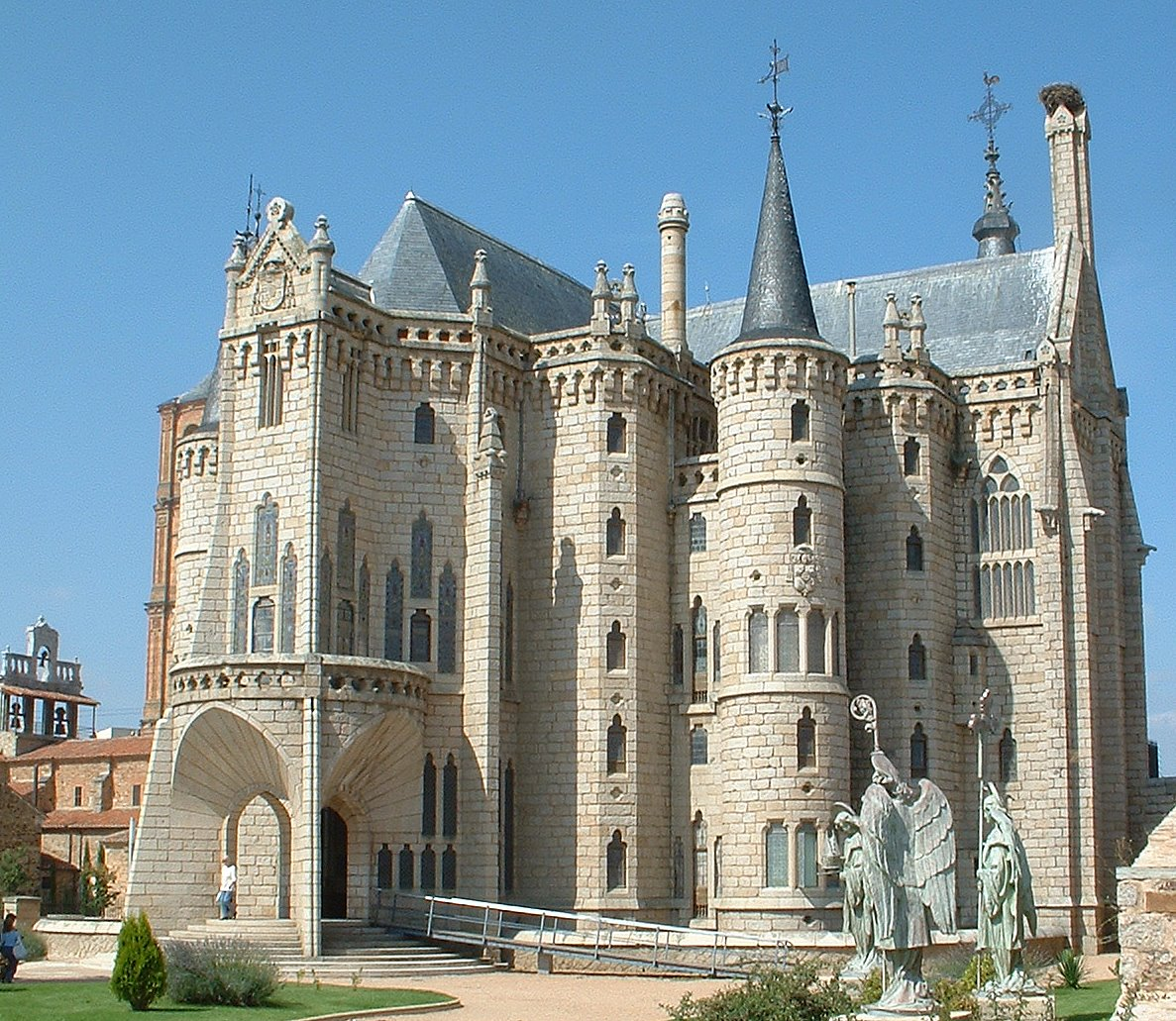
Le palais épiscopal
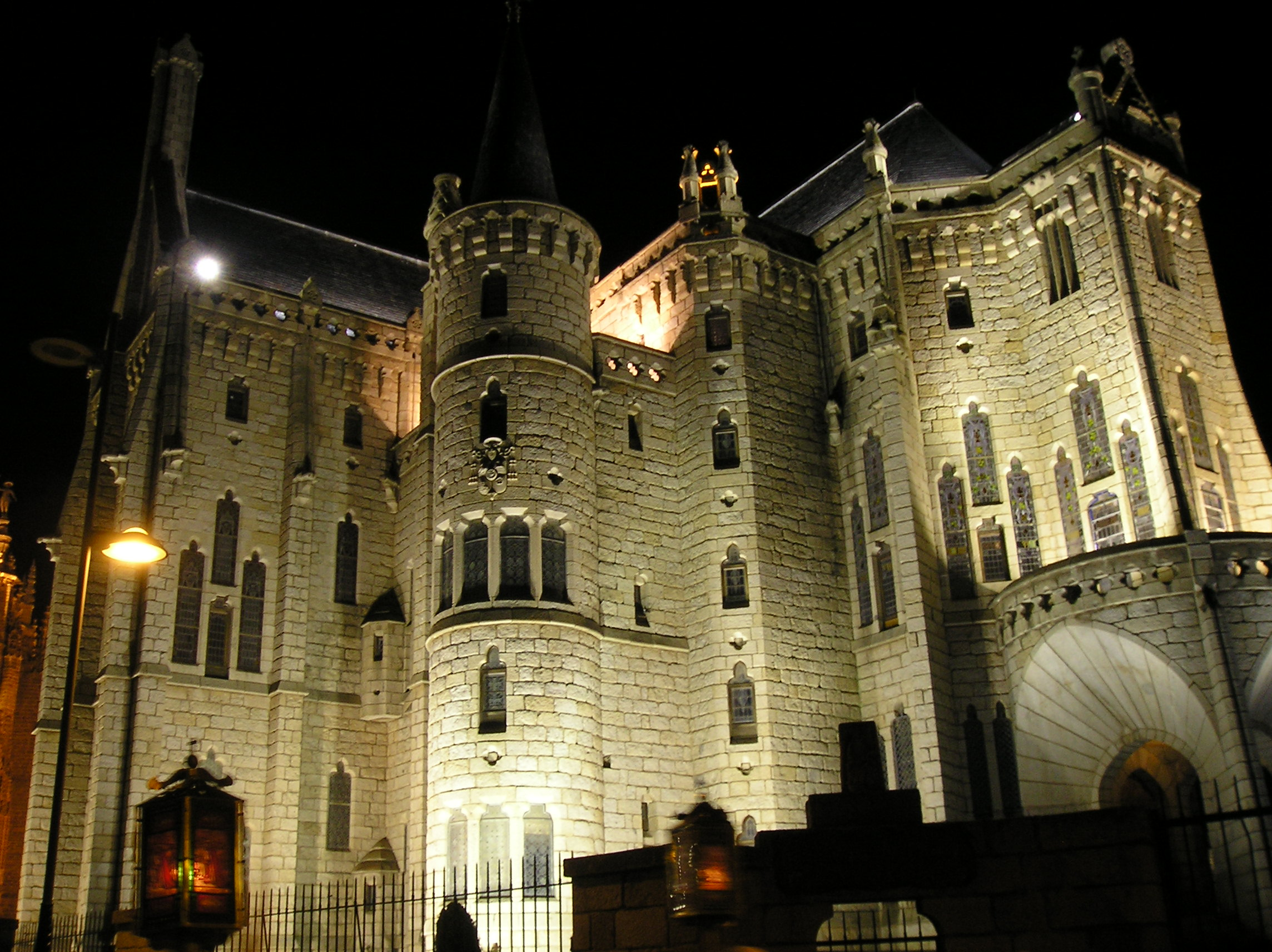
Vue nocturne
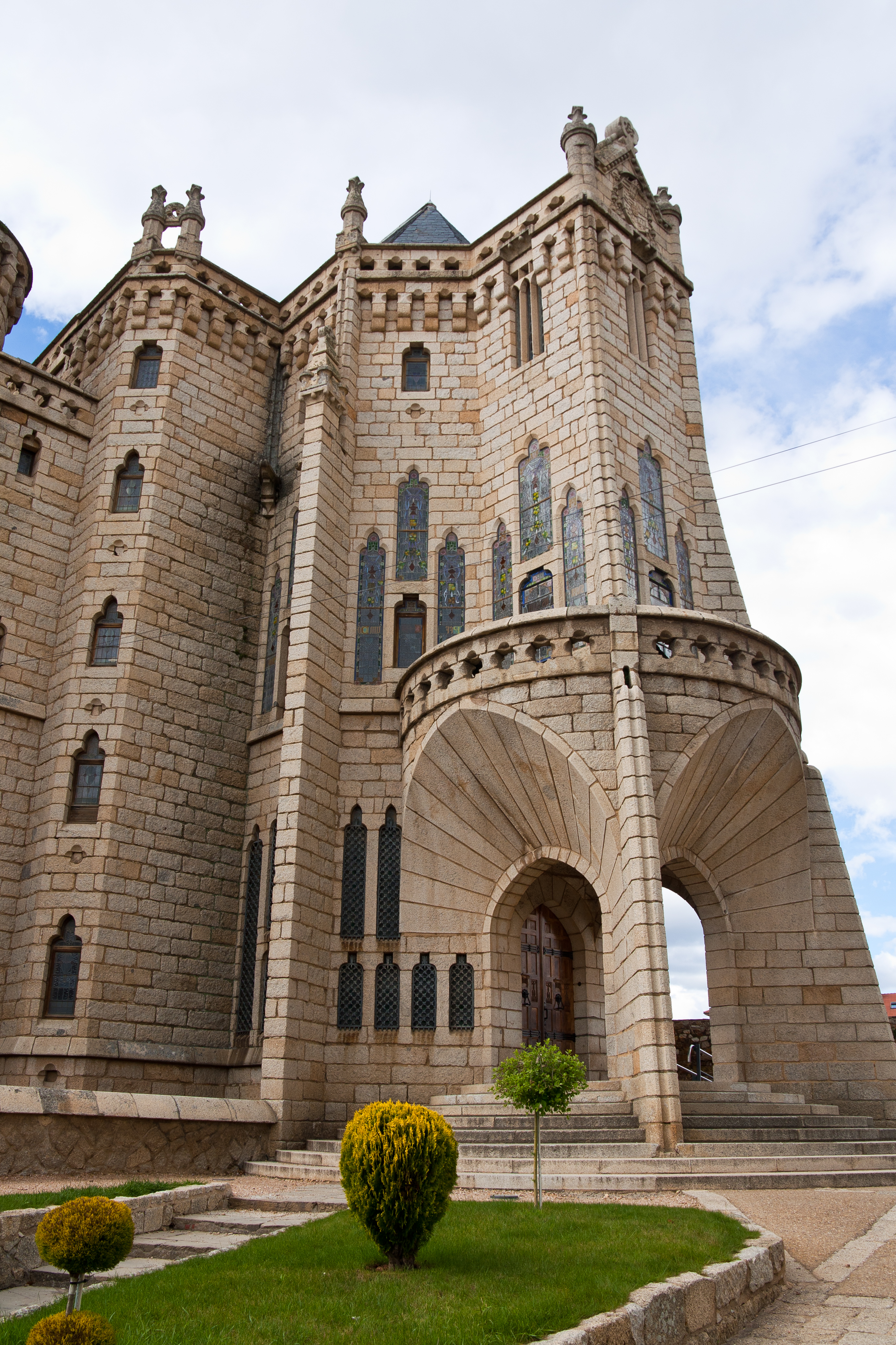
Vue du portail d'entrée
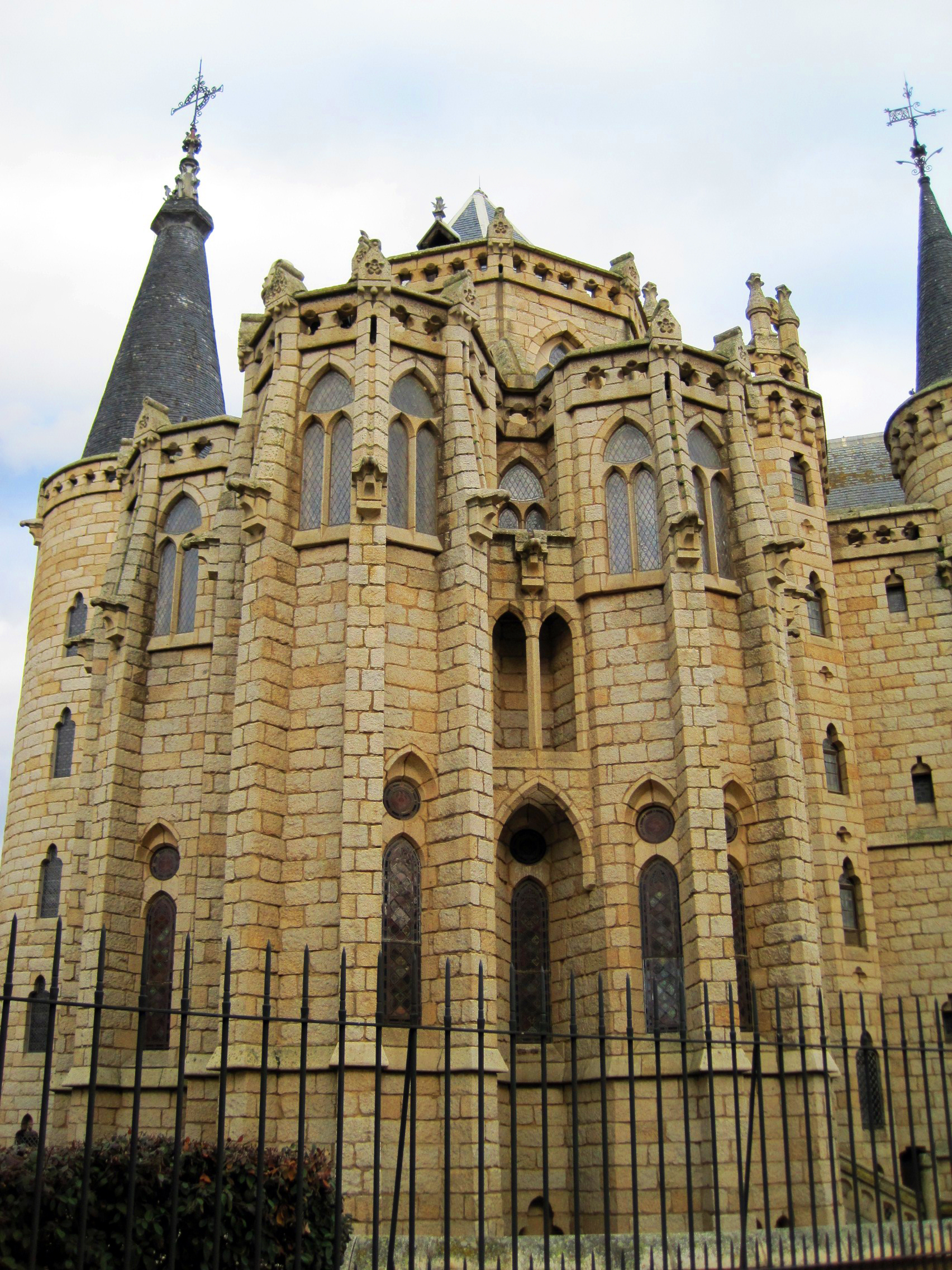
Abside

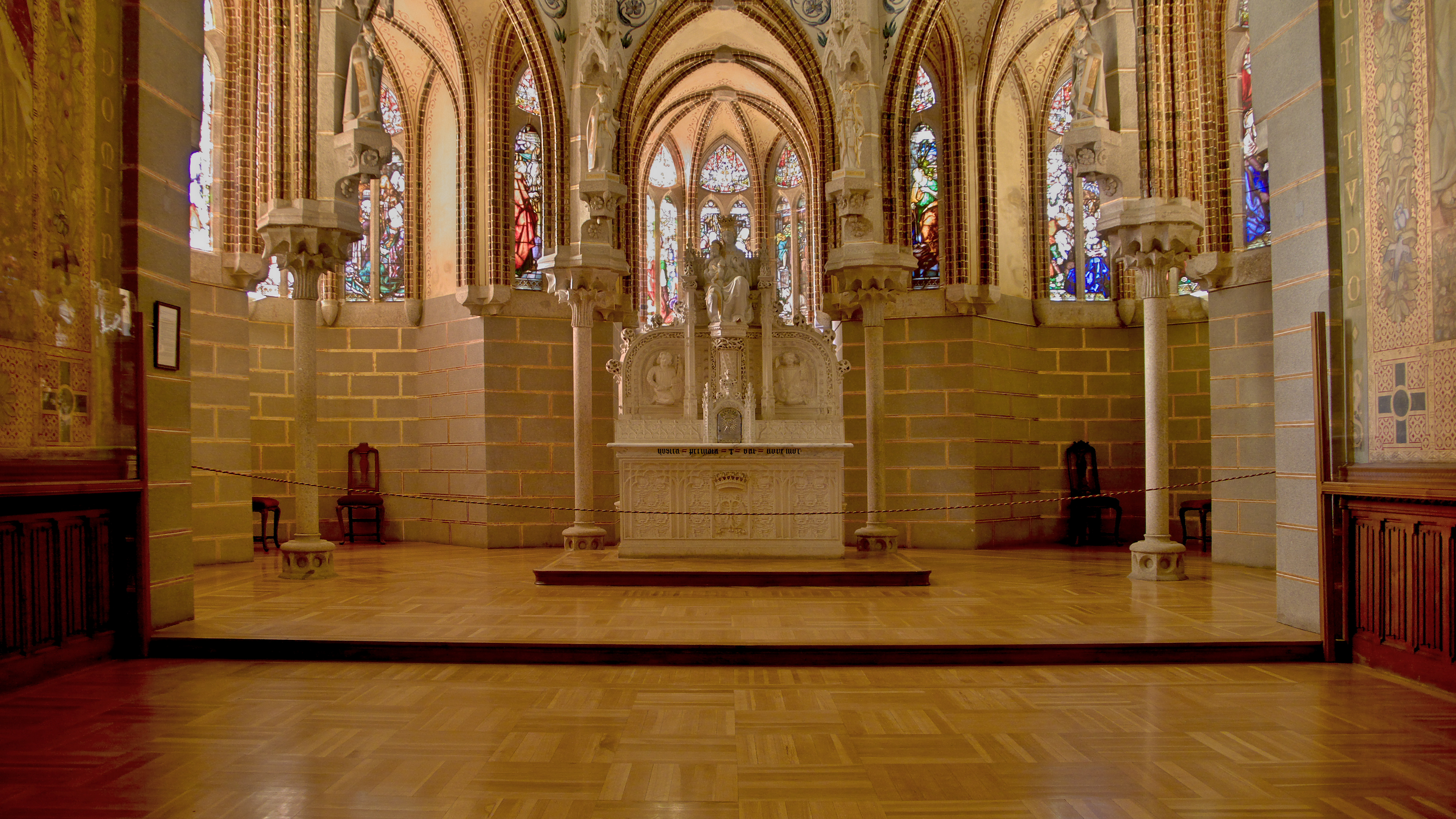
Vue de la chapelle
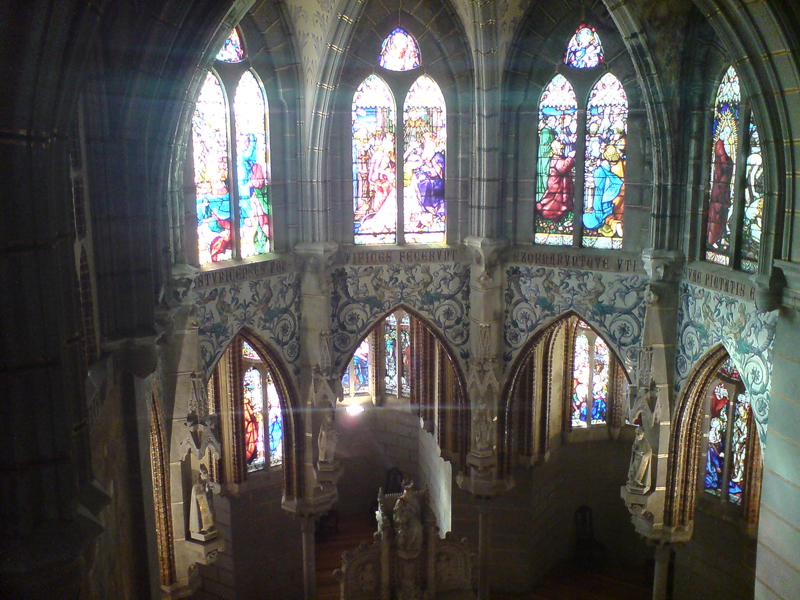
Fenêtres et vitraux
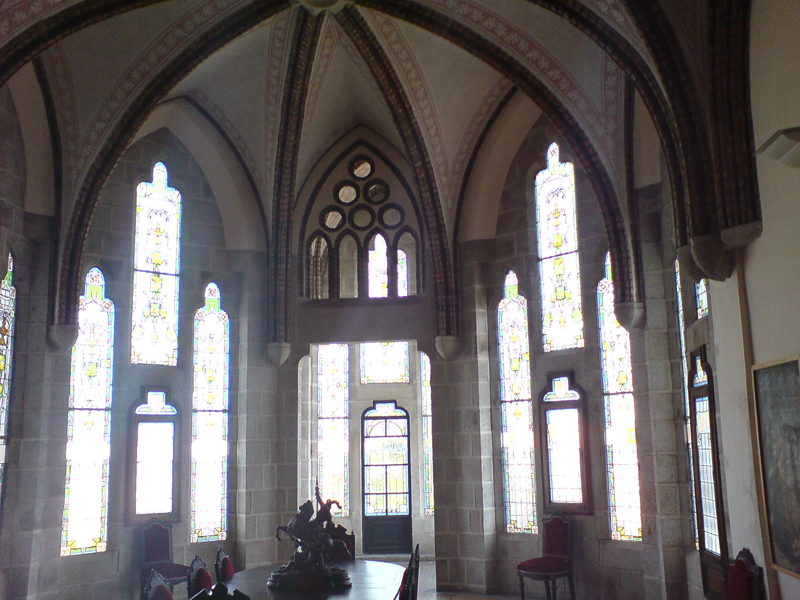
Vue de la salle de réception